# Hjällbo kyrka
Hjällbo kyrka är en kyrkobyggnad som tillhör Angereds församling i Göteborgs stift. Den ligger i stadsdelen Hjällbo i Göteborgs kommun.

## Kyrkobyggnaden
Kyrkan uppfördes 1973 efter ritningar av arkitekt John Snis och invigdes samma år. Följande år erhöll den arkitekturpris för god byggnadskonst av Per och Alma Olssons fond. Byggnaden är murad av fasadtegel och den har dolda takfall. 
Byggnaden består av kyrkorum med församlingslokaler som är grupperade kring en atriumgård. Kyrkorummet är en treskeppig basilika vars mittskepp saknar högt sittande fönster. Sidoskeppen avdelas av fyra betongpelare. Koret i öster är rakt avslutat och integrerat med övriga kyrkorummet. Söder om kyrkorummet finns sakristia och vapenhus.
Golvet är belagt med brun klinker. Korgolvet är av tegel och två steg högre än övriga kyrkorummet. De fasta bänkkvarteren står på ett golv av kermikplattor. Väggarna utgörs av en obehandlad betongstomme med utfyllnader av mönstermurat tegel medan norra väggen är av glas mot atriumgården. Innertaket är belagt med eternitplattor. 
Klockorna finns i ett öppet utrymme ovanför huvudentrén i den södra fasaden.

## Inventarier
- Altaret är byggt av tegel och granit.
- Altarskåpet är en triptyk av trä som är huggen i relief av skulptören Hjalmar Ekberg i Nybro år 1973. Den återger Kristus omgiven av människor i olika livssituationer.
- Orgeln, med 25 stämmor på två manualer och en självständig pedal, är tillverkad av Hammarbergs Orgelbyggeri i Göteborg. Kororgeln är tillverkad av Västbo Orgelbyggeri.
- Vid södra sidan av mittskeppet finns predikstolen som är murad av tegel.
- Dopfunten av bohusgranit finns vid mittskeppets norra sida.
- En Mariastaty från 1978 är skulpterad i trä av Hjalmar Ekberg.
- De flesta textilierna har levererats av Ateljé Tre Bäckar.